# Эсгем, Гектор
Гектор Эсгем (нидерл. Hector Heusghem; 15 февраля 1890,  Шарлеруа, провинция Эно, Бельгия — 29 марта 1982,  Монтиньи-ле-Тийёль, провинция Эно, Бельгия) — бельгийский профессиональный шоссейный велогонщик в 1912-1914, 1919-1925 годах. 

## Достижения
1912
10-й Тур Бельгии — Генеральная классификация
1913
7-й Тур Бельгии — Генеральная классификация
1914
10-й Тур Бельгии — Генеральная классификация
1-й — Этап 4
1919
1-й — Этап 6 Circuit des Champs de Bataille
2-й Тур Бельгии — Генеральная классификация
1-й — Этап 4
1920
2-й Тур де Франс — Генеральная классификация
1-й — Этап 10
7-й Тур Бельгии — Генеральная классификация
1921
2-й Тур де Франс — Генеральная классификация
1-й — Этап 6
7-й Льеж — Бастонь — Льеж
1922
4-й Тур де Франс — Генеральная классификация
1-й  Лидер в Генеральной классификации после Этапа 12
1923
5-й Париж — Брюссель

## Статистика выступлений

### Гранд-туры
| Гранд-тур      | 1913 | 1914 | 1915 | 1916 | 1917 | 1918 | 1919 | 1920 | 1921 | 1922 | 1923 | 1924 | 1925 |
| -------------- | ---- | ---- | ---- | ---- | ---- | ---- | ---- | ---- | ---- | ---- | ---- | ---- | ---- |
| Джиро д’Италия | —    | —    | НП   | НП   | НП   | НП   | —    | —    | —    | —    | —    | —    | —    |
| Тур де Франс   | НФ   | —    | НП   | НП   | НП   | НП   | НФ   | 2    | 2    | 4    | НФ   | НФ   | НФ   |

| —  | Не участвовал                                               |
| НП | Соревнование не проводилось в связи с Первой мировой войной |
| НФ | Не финишировал                                              |